# أباتاسيبت
أباتاسيبت (بالإنجليزية: Abatacept)‏ هو دواء يُستعمل في علاج:
- التهاب المفاصل المتعدد[6]
- التهاب المفاصل[6]

## دوره
يلعب هذا الدواء دورًا في علاج الأمراض كونه:
- دواء مضاد للروماتويد ومعدل لسير المرض
- دواء كبت مناعة